# Joch (Pyrénées-Orientales)
Joch (auf Katalanisch Jóc) ist eine französische Gemeinde mit 396 Einwohnern (Stand 1. Januar 2022) in den Pyrenäen im Département Pyrénées-Orientales der Region Okzitanien. Die Bewohner nennen sich „Jochinois“. 
Joch ist von den Dörfern Finestret, Sahorle und Rigarda umgeben.

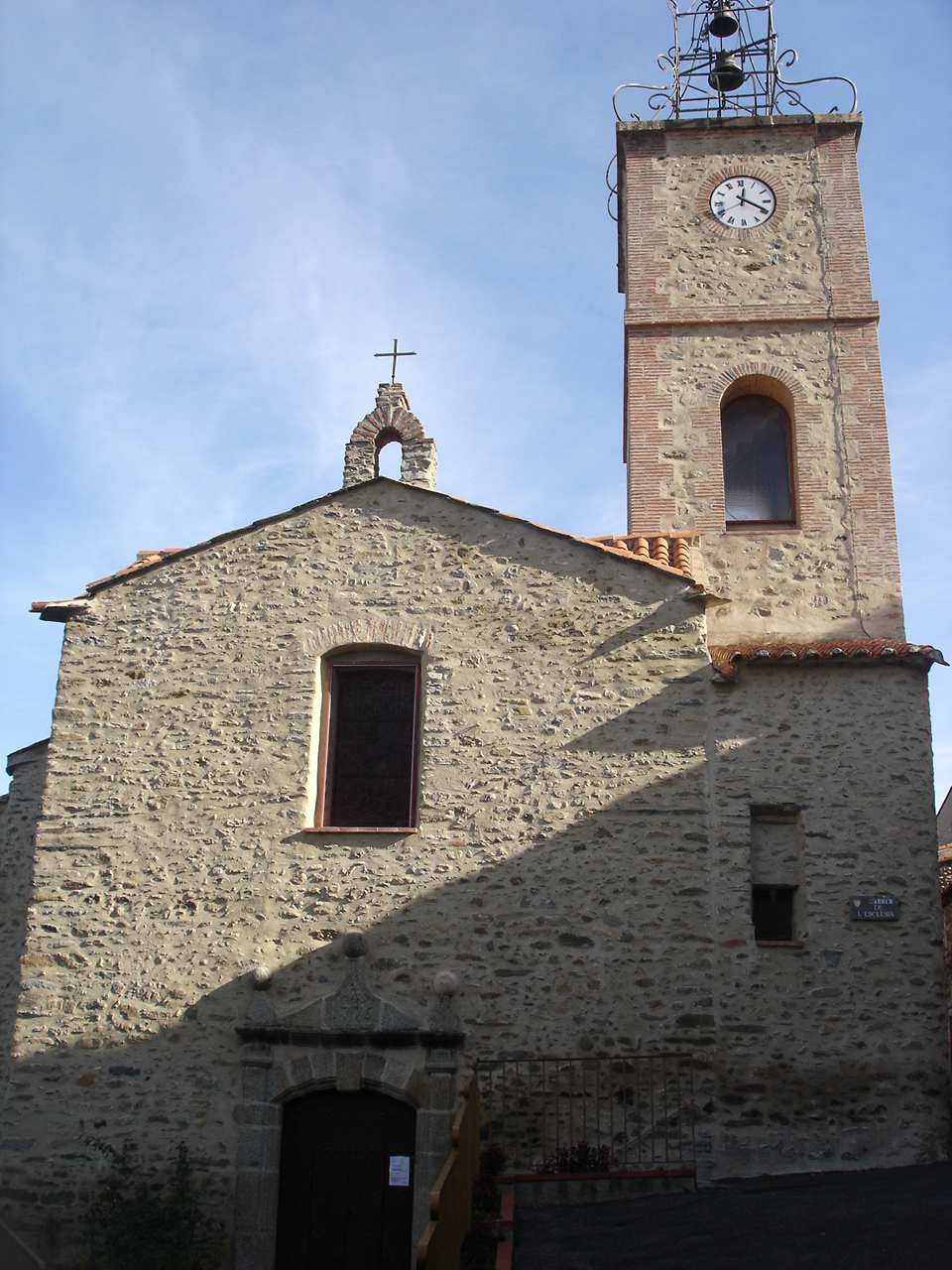
Kirche Saint Martin de Joch (2010)

## Bevölkerungsentwicklung
| 1962 | 1968 | 1975 | 1982 | 1990 | 1999 | 2007 |
| ---- | ---- | ---- | ---- | ---- | ---- | ---- |
| 171  | 160  | 122  | 124  | 135  | 146  | 222  |

## Sehenswürdigkeiten
- Schloss aus dem 11. Jahrhundert